# Stefan Kupfernagel
Stefan Kupfernagel, né le 16 juillet 1977 à Grevesmühlen, est un coureur cycliste allemand. Professionnel de 2000 à 2005, il met fin à sa carrière en juillet 2005, à l'âge de 28 ans, ne parvenant pas à revenir à un niveau satisfaisant après une blessure au genou et une série de chutes au printemps. Il est frère cadet de Hanka Kupfernagel, quatre fois championne du monde de cyclo-cross et championne du monde du contre-la-montre.

## Palmarès
- 1998
  -  Champion d'Allemagne de cyclo-cross espoirs
- 1999
  - 2e du championnat d'Allemagne de cyclo-cross espoirs
- 2004
  - Tour du Nord des Pays-Bas (ex æquo avec 21 coureurs)[2]
  - 2e du Tour de Basse-Saxe
  - 3e du GP Herning
  - 3e de Dwars door Gendringen